# Dr. Dobb’s Journal
Dr. Dobb’s Journal (DDJ) war eine bis Januar 2009 monatlich erscheinende US-amerikanische Computerzeitschrift für Softwareentwickler. Das kurz oft auch als Dr. Dobb’s bezeichnete Heft wurde von CMP Media verlegt und erstmals im Januar 1976 herausgegeben. Die erste Ausgabe trug den Titel „Dr. Dobb’s Journal of Computer Calisthenics and Orthodontia“.
Anfang 2009 gab Chefredakteur Jonathan Erickson die Einstellung der Printausgabe bekannt und verkündete, dass künftig nur noch eine abgespeckte Variante als Dr. Dobb’s Report im Magazin InformationWeek erscheinen werde. Ende 2014 wurde auch das Online-Angebot eingestellt. Die Webseite bleibt als Archiv online verfügbar.
Der Name im Titel „Dr. Dobb’s“ ist ein Kunstwort, entstanden durch Kontraktion aus den Vornamen von Dennis Allison und Bob Albrecht, wobei der Namenserfinder, Rick Bakalinsky, fälschlich annahm, Dennis’ Vorname sei Don.
DDJ war die erste regelmäßig erscheinende Computerzeitschrift, die sich speziell mit Mikrocomputer-Software statt mit Hardware beschäftigte. Im Jahr 1985 wurde im DDJ das legendäre GNU Manifesto von Richard Stallman veröffentlicht.

## Geschichte

### Ursprung
Bob Albrecht gab eine exzentrische Zeitung über Computerspiele heraus, die in der Programmiersprache BASIC programmiert waren. Sie trug denselben Namen wie die kleine gemeinnützige Bildungsfirma, die er gegründet hatte: People's Computer Company (PCC). Dennis Allison war ein langjähriger Computerberater auf der San Francisco Peninsula und gelegentlich Dozent an der Stanford University.
In den ersten drei vierteljährlichen Ausgaben der 1975 erschienenen PCC-Zeitung beschreibt Albrecht, wie eine abgespeckte Version eines Interpreters für die Sprache BASIC mit eingeschränkten Funktionen entworfen und implementiert wird, um die Implementierung zu vereinfachen. Er nannte es Tiny BASIC. Am Ende des letzten Teils fragte Allison Computer-Hobbyisten, die ihre Implementierung in PCC implementierten, und sie würden eine Kopie jeder Implementierung an jeden weiterleiten, der einen an sich selbst adressierten frankierten Umschlag verschickte.  Allison sagte, lassen Sie uns auf den Schultern der anderen und nicht auf ihren Zehen stehen.
Die Zeitschrift sollte ursprünglich eine xerografierte Publikation mit drei Ausgaben sein. Betitelt Dr. Dobb's Journal of Tiny BASIC Calisthenics & Orthodontics (mit dem Untertitel Running Light Without Overbyte) wurde erstellt, um die Implementierungen von Tiny BASIC zu verbreiten. Der Originaltitel wurde von Eric Bakalinsky erstellt, der gelegentlich für PCC Paste-Up-Arbeiten ausführte.  Damals war Computerspeicher sehr teuer, daher war kompakte Codierung wichtig. Mikrocomputer-Bastler mussten vermeiden, zu viele Bytes an Speicher zu verwenden, um Overbytes zu vermeiden.
PCC stellte Jim Warren als ersten Redakteur ein. Er änderte den Titel sofort in Dr. Dobbs Journal of Computer Calisthenics & Orthodontics, bevor er die erste Ausgabe im Januar 1976 veröffentlichte.

### Frühe Jahre
Jim Warren war nur anderthalb Jahre lang Herausgeber von DDJ. Während er mit seiner Reihe von West Coast Computer Faires für Furore sorgte, scheinen sich nachfolgende DDJ-Redakteure wie Marlin Ouverson, Hank Harrison, Michael Swaine und Jonathan Erickson auf die journalistischen und sozialen Aspekte der jungen, aber wachsenden Mikrocomputerindustrie konzentriert zu haben. Schließlich verkaufte PCC, die gemeinnützige Gesellschaft, DDJ an einen kommerziellen Verlag.
Der Inhalt des Newsletters war ursprünglich reines Material für Enthusiasten. Das anfängliche Interesse galt dem Tiny BASIC-Interpreter, aber Warren erweiterte es um eine Vielzahl anderer Themen der Programmierung sowie um eine starke Anwenderskepsis, die insbesondere in den chaotischen Anfängen des Mikrocomputing erforderlich war. Der gesamte Inhalt stammte von freiwilligen Mitarbeitern, von denen Steve Wozniak einer der bekanntesten war. Weiterer Mitwirkender war Jef Raskin, später führend in der Macintosh-Entwicklung. Hal Hardenberg, der Gründer von DTACK hat einen frühen Newsletter für Motorola 68000-basierte Software und Hardware veröffentlicht und Gary Kildall, der CP/M entwickelt hatte, das erste Plattenbetriebssystem für Mikrocomputer, welches nicht mit proprietärer Hardware 'zwangsvermählt' war.
Der in den ersten Jahren veröffentlichte Quellcode von Computerprogrammen umfasst:
- Tiny BASIC-Interpreter
- Palo Alto Tiny BASIC von Li-Chen Wang
- Small-C Compiler von Ron Cain

Die März-Ausgabe "10(3)" aus dem Jahr 1985 druckte Richard Stallmans "GNU Manifesto" als Aufruf zur Teilnahme an der damals neuen Bewegung für freie Software.

### Einstellung der gedruckten Ausgabe
Der Titel wurde später zu Dr. Dobb's Journal gekürzt und dann mit steigender Popularität zu Dr. Dobb's Journal of Software Tools geändert. Die Zeitschrift kehrte später zu Dr. Dobb's Journal mit der Verkaufszeile The World of Software Development zurück, wobei die Abkürzung DDJ auch für die entsprechende Website verwendet wurde. Im Januar 2009 kündigte Jonathan Erickson, der Chefredakteur, an, dass das Magazin die monatliche Druckveröffentlichung einstellen werde, aber sie werde zu einem Abschnitt der InformationWeek mit dem Namen Dr. Dobb's Report, eine Website und eine monatliche digitale PDF-Ausgabe.

## Einzelbelege
1. 1 2 3  Michael Swaine: Dr. Dobb’s Journal @ 30. In: Dr. Dobb’s Journal, 1/2006, S. 18 bzw. Dr. Dobb’s Portal, 24. November 2005.
2. ↑  Marlin Ouverson: (Computer) power to the people. 19. Mai 2017, abgerufen am 14. Juni 2019 (amerikanisches Englisch).
3. ↑  Marlin Ouverson. Abgerufen am 14. Juni 2019.
4. ↑  Jonathan Erickson: Dr. Dobb's Journal: A Pocketful of Change. Abgerufen am 14. Juni 2019.